# Joseph Nieriker
Joseph Nieriker (* 12. Mai 1828 in Baden; † 21. April 1903 ebenda) war ein Schweizer Zeichner, Illustrator und Zeichenlehrer.

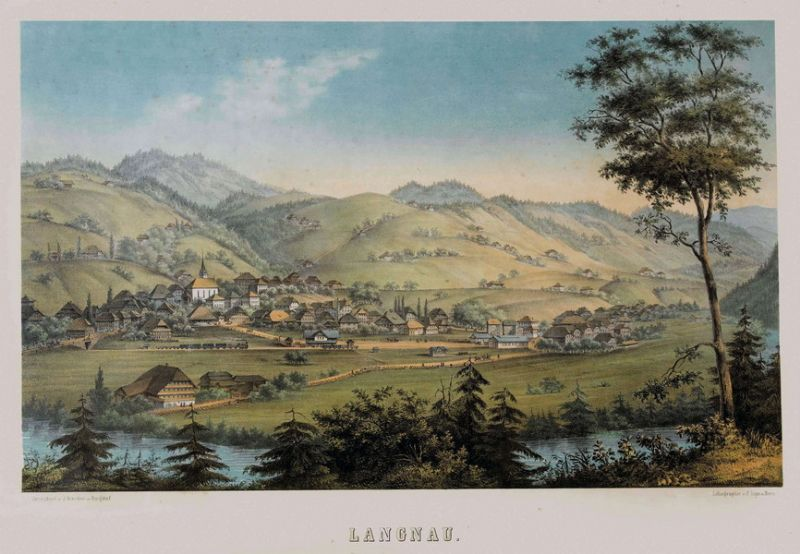
Joseph Nieriker: Langnau im Emmental

## Leben und Wirken
Joseph Nieriker begann eine Lehre in Baden beim Lithografen und Zeichenlehrer Johann Friedrich Hasler (1808–1871). Ab 22. Mai 1847 studierte er drei Jahre lang an der Münchener Kunstakademie.
Aus München zurückgekehrt, war er in St. Gallen, Luzern und Biel als Lithograf und Kupferstecher tätig. Er erteilte auch Privatunterricht in Pastell- und Aquarellmalerei.
Ab 1854 war er wieder in Baden sesshaft. 1859 wurde er als Lehrer für Zeichnen und Schreiben am Progymnasium Burgdorf angestellt. 1875 trat er vom Lehramt zurück und wurde als freier Künstler tätig. Ab 1881 wirkte er als fester Mitarbeiter der Leipziger Illustrirten Zeitung. Seine Zeichnungen der Gotthardbahnbauten in Wassen wurde in der einer Ausgabe von 1882 veröffentlicht.
Im Zeitraum 1878 bis 1879 war er in München und Süddeutschland tätig. Seit 1895 wohnte er in Zürich. Sein Interesse galt dem Bau und Betrieb der Eisenbahnen, einschliesslich Tunnels und Brücken. Als Reporter mit Zeichenstift dokumentierte er der Bau der Gotthardbahn, der Brünigbahn, der Rigibahn und der Arlbergbahn. 1893 besucht ihn sein Freund Ludwig Knaus in der Schweiz. Seine letzten Lebensjahre verbrachte der Junggeselle bei seiner Schwester in Baden.
Sein zeichnerischer Nachlass umfasst 600 Werke und 16 Skizzenbücher die nach seinem Tod von Eugen Märchy gehütet wurden. Ab 1947 kam der Nachlass in das Städtische Museum Baden.

## Ausstellungen (Auswahl)
- Der zeichnende Reporter, Joseph Nieriker aus Baden, 1828–1903, Eisenbahnbau, Alpenbegeisterung und Tourismus in der Schweiz. Historisches Museum Baden, 19. Juni bis 21. September 1997, Museum Neuhaus Biel, 8. November 1997 bis 15. Januar 1998, Nidwaldner Museum Stans, 7. Februar bis 29. März 1998.